# غاري ويلر
غاري ويلر (بالإنجليزية: Gary Wheeler)‏ هو لاعب دوري الرغبي بريطاني، ولد في 30 سبتمبر 1989 في سانت هلنز في المملكة المتحدة.

## روابط خارجية
- غاري ويلر على موقع ItsRugby.co.uk (الإنجليزية)